# Polycesta californica
Polycesta californica är en skalbaggsart som beskrevs av Leconte 1857. Polycesta californica ingår i släktet Polycesta och familjen praktbaggar. Inga underarter finns listade i Catalogue of Life.